# Xinghua Wan
Xinghua Wan (kinesiska: 兴化湾) är en vik i Kina. Den ligger i provinsen Fujian, i den sydöstra delen av landet, omkring 78 kilometer söder om provinshuvudstaden Fuzhou.
Genomsnittlig årsnederbörd är 1 650 millimeter. Den regnigaste månaden är augusti, med i genomsnitt 282 mm nederbörd, och den torraste är oktober, med 33 mm nederbörd.